# Inmigración argentina en Brasil

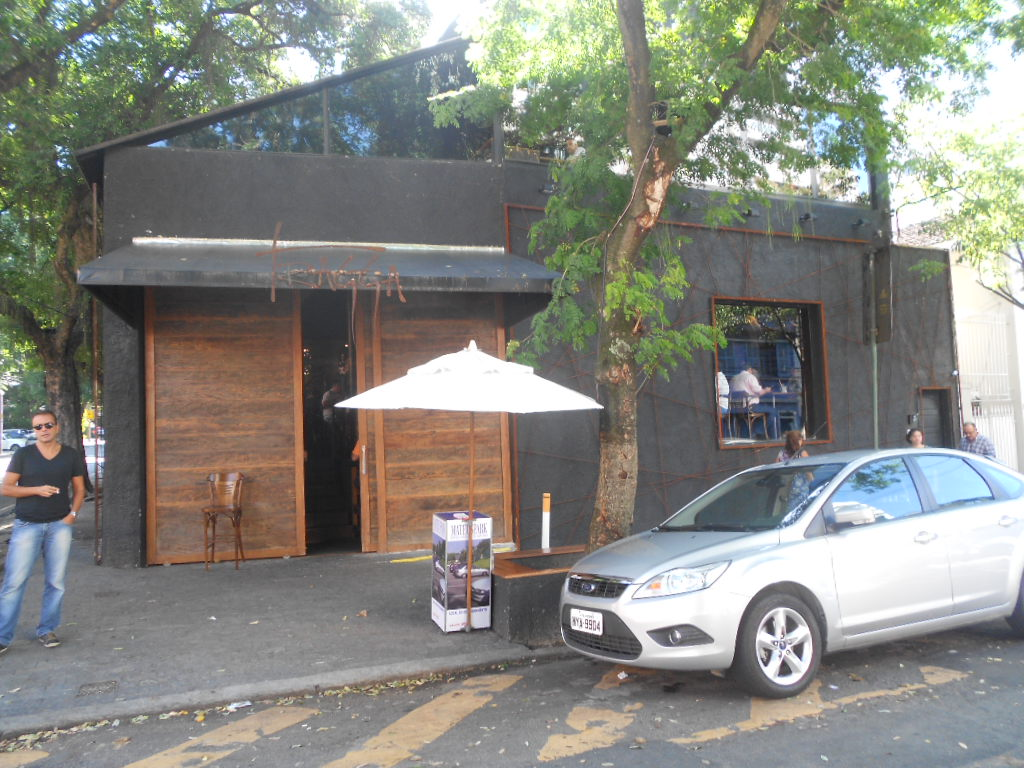
Restaurante argentino en Humaitá, barrio de Río de Janeiro.

Los argentinos en Brasil constituyen una de las diez mayores comunidades de argentinos fuera de Argentina y ocupa el tercero lugar en el mundo. Se estima que al año 2022
residían alrededor de 80.000 ciudadanos argentinos en Brasil, concentrándose principalmente en los estados de São Paulo, Río de Janeiro, Santa Catarina, Paraná y Río Grande del Sur.
En 2019, 5.420 argentinos se mudaron a Brasil. En el mes de enero de 2024, 948 argentinos se establecieron en Brasil, principalmente en el Estado de Santa Catarina. Los argentinos comúnmente se mudan al sur y sureste de Brasil, Principalmente en São Paulo (23,966).

## Historia
Las primeras comunidades de argentinos se asentaron en los estados del sur de Brasil, a mediados de los años 1970 a consecuencia de la dictadura que se implantó en 1976. Durante la dictadura militar entre 1976 y 1983, miles de argentinos se refugiaron principalmente en España, Estados Unidos y Brasil.Durante las dictaduras militares en Argentina y Brasil, hubo una colaboración represiva, incluyendo el secuestro de militantes argentinos que se exiliaron en Brasil. La dictadura brasileña, que gobernó desde 1964 hasta 1985, también espió a la Argentina. 
La mayoría de los 15000 exiliados eran en su mayoría artistas, profesionales, académicos, docente es universitarios y militantes que debieron huir del país ante la persecución política.

El régimen militar brasileño participó del secuestro de  argentinos que se habían exiliado en Brasil, las operaciones de persecución a refugiados argentinos fueron descubiertas en la casa del teniente coronel Paulo Malhaes, asesinado en abril, poco después de declarar ante las comisiones la verdad.
Desde los años 90 un alto volumen de comercio y migración cruzada entre Argentina y Brasil ha generado lazos más estrechos, especialmente después de la implementación del Mercosur en 1991.
La última ola de emigración se produjo durante la crisis de 2001 hacia Europa, especialmente España, aunque también  Brasil.
De acuerdo a estudios de la Universidad Federal de Rio Grande al año 2018 el 37% de los inmigrantes argentinos en Brasil poseía título universitario, un 6% doctorado o master, 27 por ciento título terciario y sólo un 1.3% tenía el nivel secundario incompleto.
Debido a la crisis económica en Brasil de 2019 y la posterior llegada de la pandemia del covid19 una parte de los argentinos de clase media y baja que residían en Brasil regresaron a la Argentina. Soló en el Estado de Río de Janeiro, alrededor de 4000 migrantes argentinos abandonaron Brasil.

## Los argentinos en el mundo
La mayoría de los argentinos fuera de Argentina son personas de las clases media y media alta según estimaciones de la Organización Internacional para las Migraciones

## Principales comunidades argentinas en Brasil

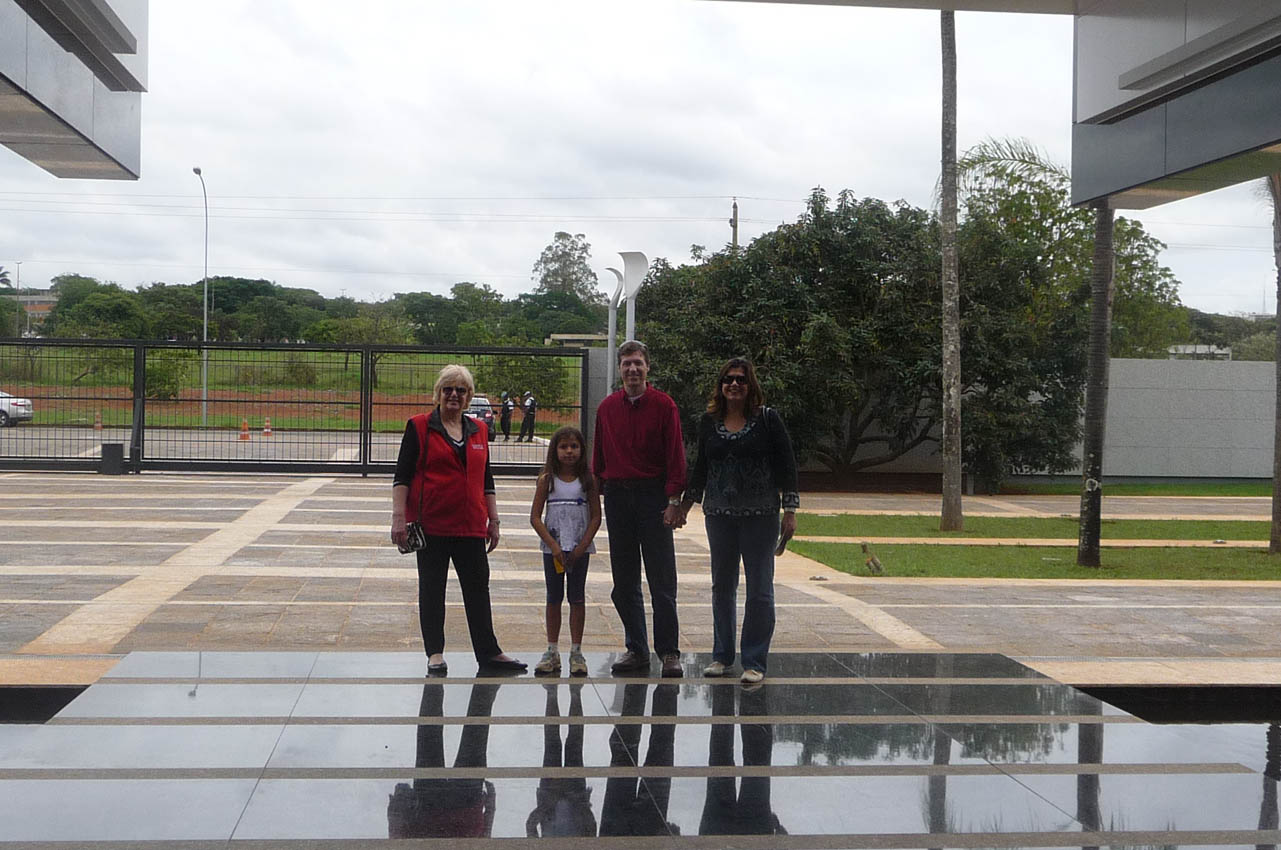
Grupo de argentinos a las afueras de la embajada en Brasília.

- São Paulo - SP (14,044)
- Río de Janeiro - RJ (8,144)
- Florianópolis - SC (6,547)
- Armação dos Búzios -  RJ (7,166)
- Porto Alegre - RS (2,097)
- Balneário Camboriú - SC (3,086)
- Belo Horizonte - MG (1,473)